# Betablockerare
Betablockerare, β-blockerare, är läkemedel som skyddar hjärtat mot stresshormoner som adrenalin och noradrenalin som utsöndras genom aktivitet från det sympatiska nervsystemet. De motverkar därigenom högt blodtryck och är särskilt lämpliga om man samtidigt har kärlkramp (angina pectoris) eller har haft hjärtinfarkt.

## Användning
Betablockerare är en receptorantagonist och blockerar adrenerga betareceptorer från att binda sin naturliga ligand, som är antingen adrenalin eller noradrenalin. De kan delas upp i selektiva betablockerare och generella. Selektiva betablockerare binder enbart till betaadrenerga receptorer i hjärta och blodkärl. Andra betablockerare kallas för icke-selektiva och binder till alla subtyper av betareceptorer.
Betablockerare används för behandling av en rad sjukdomar, bland annat högt blodtryck, hjärtarytmier, kärlkramp, glaukom, migrän och ångest. Det är vanligt med behandling med betablockerare vid upptäckt av giftstruma. I alla sammanhang där sympatiska nervsystemet är hyperaktivt kan betablockerare användas. Hos äldre som ska opereras kan betablockerare användas, för att undvika hjärtkomplikationer (perioperativ infarkt).
Betablockerare är också en hörnsten i behandlingen av akut coronart syndrom.
Noradrenalinet verkar via adrenerga receptorer i amygdala under stress, där det påverkar bildningen av känslomässiga minnen genom att överföra impulser till hippocampus. Det förekommer en intensiv forskning på hur betablockerare påverkar minnesbildningen, med något motstridiga resultat, allt från att betablockerare försämrar minnet och kognitionen till att minnet förbättras. Kortvarigt och under intensiv stress sänker betablockerare minnesbildningen, men det är också möjligt att det skyddar minnesfunktionerna under långvarig, lågintensiv stress. Betablockerare har på försök getts till personer med posttraumatisk stress, för att dämpa flashbacks och därigenom förbättra den medföljande nedsatta kognitionen, vilket är ett kontroversiellt användningsområde för betablockerare.
Det förekommer även att musiker och artister använder betablockerare för att minska nervositet inför uppträdanden och auditions.
Vid glaukom används ögondroppar med betablockerare för att minska produktionen av kammarvätska och därmed sänka trycket i ögat.

## Bieffekter
Betablockerare kan ge motsatta symtom till vad de behandlar, dvs lågt blodtryck och försvagad hjärtverksamhet. Detta kan leda till yrsel och svimningar, och till kalla fötter och händer samt vita fingrar. Det kan försämra andningen och förvärra astma. Eftersom aktiviteten på adrenalinet och noradrenalinet minskar, kan man bli trött och deprimerad. Några får mardrömmar och sömnproblem som insomni.
Långvarigt, dagligt bruk av betablockere kan orsaka en viss viktuppgång, på mellan 1 och 3,5 kg efter ett halvt år. Detta beror troligen på att det sänker den totala energianvändningen och på att basalomsättningen sjunker. Hos patienter med giftstruma, har betablockerare visat sig sänka nivåerna av trijodtyronin (T3). Hos en del är den minskade bildningen av T3 konstant efter en månads behandling.
Vad beträffar betablockerares påverkan på kortisolnivåerna finns motstridiga uppgifter. I vissa fall av hyperkortisolism sänker betablockerare kortisolnivåerna, under långvarigt bruk. Om betablockerare tillfälligt används under känslomässigt uppstressande tillfällen, ökar kortisolutsöndringen jämfört med om man inte tagit betablockerare.
Reboundfenomen: Om man abrupt avslutar behandling med betablockerare efter långvarigt bruk kan så kallat "reboundfenomen" uppstå. Detta innebär att man får hjärtklappning och hypertoni. Fenomenet beror på att nya betareceptorer har syntetiserats av kroppen under behandlingen som kompensation för blockeringen. Man har alltså fler receptorer (eventuellt även känsligare receptorer) som kommer att reagera starkare på noradrenalin och adrenalin då betablockerarna tas bort.

## Exempel på läkemedel med betablockerare
Lista med handelsnamn i parentes:
- Acebutolol
- Atenolol
- Bisoprolol (Emconcor)
- Esmolol (Brevibloc)
- Karvedilol (Carvedilol)
- Metoprolol (Seloken)
- Pindolol
- Propranolol (Inderal)
- Timolol (Timosan) – ögondroppar